# Жешотары (Малопольское воеводство)
Жешота́ры (пол. Rzeszotary) — село в Польше в сельской гмине Свёнтники-Гурне Краковского повета Малопольского воеводства.

## География
Село располагается в 4 км от административного центра гмины города Свёнтники-Гурне и в 14 км от административного центра воеводства города Краков.

## Транспорт
Входит в городскую агломерацию Кракова. Село связано с Краковом автобусными линиями:
Дневные рейсы
- № 215 — Борек-Фаленцкий — Жешотары;
- № 225 — Борек-Фаленцкий — кладбище города Свёнтник-Гурне
- № 285 — Борек-Фаленцкий — Охойно

Ночные рейсы
- № 915 — Лагевники — кладбище города Свёнтник-Гурне

Местные рейсы
- № 15 — Новый Клепаж — Яновице
- № 25 — Дембники — кладбище города Свёнтник-Гурне

## История
Первое документированное свидетельство о селе относится к 1375 году, в котором упоминается наследник села Якуб Жешотко. Следующее свидетельство относится к 1381 году. В этом документе упоминается некий Франко из Жешотар в качестве свидетеля в судебном споре между тынецким бенедиктинским монастырём и настоятелем церкви из села Лися-Гура около Тарнова.
Первые дома села строились около большого пруда, который не сохранился до нашего времени. В настоящее время на этом месте находится Главная площадь села. Небольшую часть села составляли немецкие колонисты, от которых названа одна из частей села под наименованием «Швабы» (район улицы Шляхецкой). В конце XIV века в селе проживала семья Пенхежов, которая построила здесь свою усадьбу. Эта усадьба была перестроена в XV веке и затем была передана Коллегиум Майус Ягеллонского университета. В 1442 году село было передано польским королём Владиславом III краковскому монастырю регулярных каноников при базилике Божьего Тела. Этот монастырь владел селом в течение последующих 340 лет, когда начались клерикальные реформы в Австро-Венгрии и село было передано в государственную собственность. В 1795 году село было продано роду Желеховских герба Цёлек, которые построили в селе свою усадьбу. В 1945 году усадьба с прилегающей территорией площадью около 50 гектаров была передана в государственную собственность. В начале XXI века усадьба Желеховских была разобрана.
До конца XIX века в селе преобладала ремесленное производство. С начала XX века в селе стало преобладать слесарное производство. Жители села с начала XX века также работали в городах Краков и Свёнтники-Гурне. В это же время село разделилось на две большие части: Жешотары-Малы (нижняя часть села) и Жешотары-Вельке (верхняя часть села).
В 1975—1998 годах село входило в состав Краковского воеводства.

## Население
По состоянию на 2013 год в селе проживало 2740 человек.
| 2010 | 2013 |
| ---- | ---- |
| 2800 | 2740 |

| Перепись  | Всего   | Всего | Женщины | Женщины | Мужчины | Мужчины |
| --------- | ------- | ----- | ------- | ------- | ------- | ------- |
| Единицы   | человек | %     | человек | %       | человек | %       |
| Население | 2740    | 100   | 1394    | 50,87   | 1346    | 49,13   |

## Известные личности и уроженцы
- Ковальчик, Ян (1833—1911) — польский астроном, профессор Ягеллонского университета.
- Желиньский, Зигмунт (1858—1925) — польский генерал.
- Бурда, Анджей (1913—1987) — польский общественный деятель, депутат польского Сейма.